# Ruairí Brugha
 (janvier 2019).
Ruairí Brugha (15 octobre 1917 - 31 janvier 2006 est une personnalité politique irlandaise et un volontaire de l'IRA. Il a été membre du Parlement européen de 1979 à 1984, sénateur pour le panel de l'industrie et du commerce de 1969 à 1973 et Teachta Dála (député) pour la circonscription de Dublin County South de 1973 à 1977.